# Bobina de Rogowski

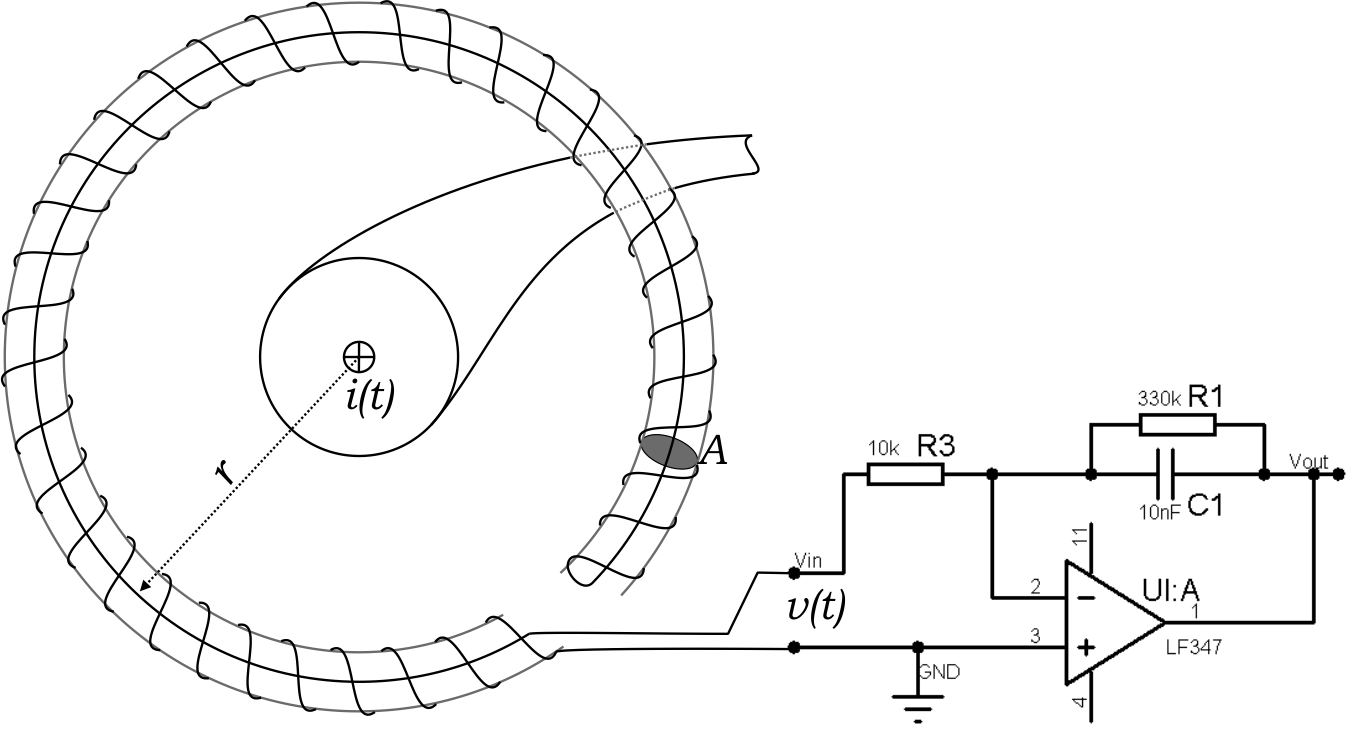
Esquema da bobina de Rogowski

Bobina de Rogowski é um dispositivo eletrônico para medição de corrente elétrica, nomeada com o nome de Walter Rogowski. Em formato toróide,  é um enrolamento uniformemente distribuído em um núcleo de material não magnético..
A bobina de Rogowski tem a importante propriedade de medir o valor líquido da corrente, independentemente da geometria do condutor. 
Seu funcionamento está fundamentado na Lei de Ampère, e na Lei de Faraday-Neumann-Lenz.
Esta bobina fornece um sinal de saída em tensão elétrica. Devido ao sinal ter uma amplitude relativamente baixa concomitante com a presença de ruídos elétricos sobrepostos ao sinal mensurado, este deve ser tratado eletronicamente e amplificado.
Quando a bobina de Rogowski envolve um condutor por onde passa uma determinada corrente elétrica a medir, o campo magnético produzido por esta induz na bobina uma diferença de potencial entre seus terminais, dada por Vo(t) = –M.(di(t)/dt), onde di(t)/dt é a derivada da corrente que passa pelo condutor, e M é a indutância mútua entre a bobina e o condutor. A indutância mútua é expressa por M = u0.n.S, sendo u0 a permissividade elétrica no vácuo; n o número de espiras do toróide; S a área da seção transversal da bobina. A tensão induzida nos terminais da bobina é a imagem da taxa de variação da corrente , e é de relativa baixa amplitude quando o valor da corrente elétrica é menor do que a dezena de Ampère. Desta forma, caso se queira medir o valor da corrente propriamente dita, faz-se necessário o uso de dois circuitos eletrônicos para tratar o sinal convenientemente, a saber: um amplificador de instrumentação, que amplifica e faz uma pré-filtragem do baixo sinal fornecido pela bobina; e um integrador eletrônico, para obter a imagem da corrente propriamente dita.